# Kunstrijden op de Olympische Winterspelen 1994
Het kunstrijden is een van de sporten die beoefend werden tijdens de Olympische Winterspelen 1994 in Lillehammer. Het was de negentiende keer dat het kunstrijden op het olympische programma stond. In 1908 en 1920 stond het op het programma van de Olympische Zomerspelen. De wedstrijden vonden plaats van 13 tot en met 25 februari in het Hamar Olympic Amphitheatre in Hamar.
In totaal namen 129 deelnemers (63 mannen en 66 vrouwen) uit 28 landen deel aan de vier disciplines.
Het was de eerste editie waaraan professionals deel mochten nemen. Hierdoor waren vier Olympische kampioenen in de gelegenheid wederom deel te nemen aan de Spelen. Het betrof het ijsdanspaar Jayne Torvill / Christopher Dean (1984), Katarina Witt (1984, 1988) en Brian Boitano (1988).
De Canadese paarrijder Lloyd Eisler nam voor de vierde keer deel aan de Olympische Spelen (in 1984 met Katerina Matousek en van 1988-1994 met Isabelle Brasseur). Hij was hiermee de vierde kunstschaatser die vier keer deelnam, Gillis Grafström, Sonja Henie en Jan Hoffmann waren hem hierin voorgegaan.
Elf personen namen voor de derde keer deel aan de olympische spelen, bij de mannen waren dit Viktor Petrenko, Kurt Browning, Brian Boitano en Jung Sung-il, bij de vrouwen Katarina Witt, bij de paren Isabelle Brasseur, René Novotný en het paar Peggy Schwarz / Alexander König en bij het ijsdansen het paar Torvill / Dean.
In het mannentoernooi namen zeven mannen voor de tweede keer deel, inclusief Stephen Carr die zowel in 1992 als deze editie met zijn zus Danielle Carr bij de paren deelnam. In het vrouwentoernooi namen tien vrouwen voor de tweede keer deel, inclusief Rena Inoue die in 1992 deelnam bij de paren. Bij de paren nam naast het paar Carr / Carr ook Jenni Meno, Todd Sand, Kris Wirtz, Axel Rauschenbach en Mandy Wötzel, alle vijf met een nieuwe schaatspartner, voor de tweede keer deel. Bij het ijsdansen namen zes paren voor de tweede keer deel.
Negen personen veroverden hun tweede olympischemedaille. Bij de vrouwen werd Nancy Kerrigan tweede, in 1992 eindigde ze als derde. Bij de paren eindigden de Olympische kampioenen van 1992, Natalja Misjkoetjonok / Artoer Dmitrijev, nu als tweede, het paar Brasseur / Eisler werd evenals in 1992 nu weer derde. Bij het ijsdansen veroverde het paar Maja Oesova / Aleksandr Zjoelin na hun bronzen medaille in 1992 nu de zilveren medaille en het paar Torvill / Dean legden beslag op de bronzen medaille.

## Uitslagen
| Eindrangschikking |
| --- |
| Elk van de negen juryleden rangschikte de solisten/de paren per fase van hun te schaatsen programma van plaats 1 tot en met de laatste plaats. Deze rangschikking geschiedde op basis van het toegekende puntentotaal door het jurylid gegeven. De uiteindelijke rangschikking per fase geschiedde bij een meerderheidsplaatsing. Wanneer een deelnemer/paar als enige bij meerderheid als eerste was gerangschikt, kreeg deze de eerste plaats toebedeeld. Vervolgens werd voor elke volgende positie deze procedure herhaald, waarbij het aantal plaatsingen voor die positie werd bepaald door het aantal keren dat diezelfde positie of hogere positie werd behaald (dus, voor plaats 2 telden alle top 2 plaatsen, voor plaats 3 alle top 3 plaatsen, enz.). Wanneer geen meerderheidsplaatsing kon worden bepaald dan werd de procedure voor de volgende positie ingezet. Wanneer meerdere deelnemers een gelijk aantal meerderheidsplaatsingen hadden dan waren de beslissende factoren: 1) de laagste som van de meerderheidsplaatsingen, 2) laagste som van plaatsingcijfers van alle juryleden. Na elke fase werd het plaatsingcijfer per fase vermenigvuldigd met een factor: bij de solisten en paren: x0.5 (33,3%) voor de korte kür en x1.0 (66,7%) voor de vrije kür. bij het ijsdansen: x0.2 (10%) voor de verplichte figuren #1, x0.2 (10%) voor de verplichte figuren #2, x0.6 (30%) voor de originele kür en x1.0 (50%) voor de vrije kür. De som van de factorplaatsingcijfers per fase bepaalde de eindrangschikking. Wanneer meerdere solisten/paren dezelfde factorplaatsingcijfer behaalden, was het laagste plaatsingcijfer van de vrije kür beslissend. |

### Mannen
Van 17-19 februari (korte kür en vrije kür) streden 25 mannen uit 18 landen om de medailles.
pc = som plaatsingcijfers per fase, pc/kk = plaatsingcijfer/korte kür (x0.5; 33,3%), pc/vk = plaatsingcijfer/vrije kür (x1.0; 66,7%),
| rang   | sporter(s)           | land | pc   | pc/kk | pc/vk |
| ------ | -------------------- | ---- | ---- | ----- | ----- |
| Goud   | Aleksej Oermanov     | RUS  | 1.5  | 0.5   | 1.0   |
| Zilver | Elvis Stojko         | CAN  | 3.0  | 1.0   | 2.0   |
| Brons  | Philippe Candeloro   | FRA  | 6.5  | 1.5   | 5.0   |
| 4      | Viktor Petrenko      | UKR  | 8.5  | 4.5   | 4.0   |
| 5      | Kurt Browning        | CAN  | 9.0  | 6.0   | 3.0   |
| 6      | Brian Boitano        | USA  | 10.0 | 4.0   | 6.0   |
| 7      | Éric Millot          | FRA  | 10.0 | 3.0   | 7.0   |
| 8      | Scott Davis          | USA  | 10.0 | 2.0   | 8.0   |
| 9      | Steven Cousins       | GBR  | 12.5 | 3.5   | 9.0   |
| 10     | Sébastien Britten    | CAN  | 15.0 | 5.0   | 10.0  |
| 11     | Oleg Tataurov        | RUS  | 15.5 | 2.5   | 13.0  |
| 12     | Masakazu Kagiyama    | JPN  | 16.5 | 5.5   | 11.0  |
| 13     | Michael Tyllesen     | DEN  | 18.5 | 6.5   | 12.0  |
| 14     | Cornel Gheorghe      | ROU  | 22.0 | 8.0   | 14.0  |
| 15     | Igor Pasjkevitsj     | RUS  | 22.0 | 7.0   | 15.0  |
| 16     | Michael Shmerkin     | ISR  | 24.5 | 7.5   | 17.0  |
| 17     | Jung Sung-il         | KOR  | 25.0 | 9.0   | 16.0  |
| 18     | Stephen Carr         | AUS  | 28.0 | 10.0  | 18.0  |
| 19     | Marius Negrea        | ROU  | 28.5 | 9.5   | 19.0  |
| 20     | Zhang Min            | CHN  | 29.0 | 8.0   | 21.0  |
| 21     | Andrejs Vlascenko    | LAT  | 30.5 | 10.5  | 20.0  |
| 22     | Fumihiro Oikawa      | JPN  | 32.5 | 10.5  | 22.0  |
| 23     | Alexandre Mouraschko | BLR  | 35.0 | 12.0  | 23.0  |
| 24     | Dino Quattrocecere   | RSA  | 35.5 | 11.5  | 24.0  |
|        |                      |      |      |       |       |
| 25     | Margus Hernits       | EST  | 12.5 | 12.5  |       |

### Vrouwen
Van 23-25 februari (korte kür en vrije kür) streden 27 vrouwen uit 17 landen om de medailles.
pc = som plaatsingcijfers per fase, pc/kk = plaatsingcijfer/korte kür (x0.5; 33,3%), pc/vk = plaatsingcijfer/vrije kür (x1.0; 66,7%),
| rang   | sporter(s)           | land | pc   | pc/kk | pc/vk |
| ------ | -------------------- | ---- | ---- | ----- | ----- |
| Goud   | Oksana Baiul         | UKR  | 2.0  | 1.0   | 1.0   |
| Zilver | Nancy Kerrigan       | USA  | 2.5  | 0.5   | 2.0   |
| Brons  | Lu Chen              | CHN  | 5.0  | 2.0   | 3.0   |
| 4      | Surya Bonaly         | FRA  | 5.5  | 1.5   | 4.0   |
| 5      | Yuka Sato            | JPN  | 8.5  | 3.5   | 5.0   |
| 6      | Tanja Szewczenko     | GER  | 8.5  | 2.5   | 6.0   |
| 7      | Katarina Witt        | GER  | 11.0 | 3.0   | 8.0   |
| 8      | Tonya Harding        | USA  | 12.0 | 5.0   | 7.0   |
| 9      | Josée Chouinard      | CAN  | 13.0 | 4.0   | 7.0   |
| 10     | Anna Rechnio         | POL  | 16.5 | 4.5   | 12.0  |
| 11     | Krisztina Czakó      | HUN  | 17.0 | 6.0   | 11.0  |
| 12     | Mila Kajas           | FIN  | 18.0 | 8.0   | 10.0  |
| 13     | Lenka Kulovaná       | CZE  | 19.5 | 5.5   | 14.0  |
| 14     | Marie-Pierre Leray   | FRA  | 20.0 | 7.0   | 13.0  |
| 15     | Charlene Von Saher   | GBR  | 22.5 | 6.5   | 16.0  |
| 16     | Nathalie Krieg       | SUI  | 24.5 | 7.5   | 17.0  |
| 17     | Laetitia Hubert      | FRA  | 25.0 | 10.0  | 15.0  |
| 18     | Rena Inoue           | JPN  | 27.0 | 9.0   | 18.0  |
| 19     | Elena Liasjenko      | UKR  | 27.5 | 8.5   | 19.0  |
| 20     | Marta Andrade        | ESP  | 31.5 | 10.5  | 21.0  |
| 21     | Lily Lyoonjung Lee   | KOR  | 32.0 | 12.0  | 20.0  |
| 22     | Ljoedmila Ivanova    | UKR  | 32.5 | 9.5   | 23.0  |
| 23     | Liu Ying             | CHN  | 33.5 | 11.5  | 22.0  |
| 24     | Tsvetelina Abrasheva | BUL  | 35.0 | 11.0  | 24.0  |
|        |                      |      |      |       |       |
| 25     | Zhao Guona           | CHN  | 12.5 | 12.5  |       |
| 26     | Susan Humphreys      | CAN  | 13.0 | 13.0  |       |
| 27     | Irena Zemanová       | CZE  | 13.5 | 13.5  |       |

### Paren
Van 13-15 februari (korte kür en vrije kür) streden 18 paren uit tien landen om de medailles.
pc = som plaatsingcijfers per fase, pc/kk = plaatsingcijfer/korte kür (x0.5; 33,3%), pc/vk = plaatsingcijfer/vrije kür (x1.0; 66,7%),
| rang   | sporter(s)                            | land | pc   | pc/kk | pc/vk  |
| ------ | ------------------------------------- | ---- | ---- | ----- | ------ |
| Goud   | Jekaterina Gordejeva / Sergej Grinkov | RUS  | 1.5  | 0.5   | 1.0    |
| Zilver | Natalia Mishkutenok / Artur Dmitriev  | RUS  | 3.0  | 1.0   | 2.0    |
| Brons  | Isabelle Brasseur / Lloyd Eisler      | CAN  | 4.5  | 1.5   | 3.0    |
| 4      | Jevgenija Sjisjkova / Vadim Naumov    | RUS  | 6.0  | 2.0   | 4.0    |
| 5      | Jenni Meno / Todd Sand                | USA  | 8.0  | 3.0   | 5.0    |
| 6      | Radka Kovaříková / René Novotný       | CZE  | 8.5  | 2.5   | 6.0    |
| 7      | Peggy Schwarz / Alexander König       | GER  | 11.5 | 3.5   | 8.0    |
| 8      | Jelena Berezhnaia / Oleg Shliachov    | LAT  | 13.5 | 4.5   | 9.0    |
| 9      | Kyoko Ina / Jason Dungjen             | USA  | 14.5 | 7.5   | 7.0    |
| 10     | Kristy Sargeant / Kris Wirtz          | CAN  | 15.5 | 5.5   | 10.0   |
| 11     | Danielle Carr / Stephen Carr          | AUS  | 16.0 | 5.0   | 11.0   |
| 12     | Jamie Salé / Jason Turner             | CAN  | 19.0 | 7.0   | 12.0   |
| 13     | Anuschka Glaser / Axel Rauschenbach   | GER  | 19.0 | 6.0   | 13.0   |
| 14     | Karen Courtland / Todd Reynolds       | USA  | 20.5 | 6.5   | 14.0   |
| 15     | Jacqueline Soames / John Jenkins      | GBR  | 23.0 | 8.0   | 15.0   |
| 16     | Elena Beloesovskaja / Igor Maljar     | UKR  | 24.5 | 8.5   | 16.0   |
| 17     | Elena Grigoreva / Sergei Sheiko       | BLR  | 26.0 | 9.0   | 17.0   |
| -      | Mandy Wötzel / Ingo Steuer            | GER  |      | 4.0   | t.z.t. |

### IJsdansen
Van 18-21 februari (verplichte figuren, originele kür en vrije kür) streden 21 ijsdansparen uit vijftien landen om de medailles.
pc = som plaatsingcijfers per fase, pc/vf1 = plaatsingcijfer/verplichte figuren #1 (x0.2; 10%), pc/vf2 = plaatsingcijfer/verplichte figuren #2 (x0.2; 10%), pc/ok = plaatsingcijfer/originele kür (x0.6; 30%), pc/vk = plaatsingcijfer/vrije kür (x1.0; 50%),
| rang   | sporter(s)                                 | land | pc   | pc/vf1 | pc/vf2 | pc/ok | pc/vk |
| ------ | ------------------------------------------ | ---- | ---- | ------ | ------ | ----- | ----- |
| Goud   | Oksana Gritchuk / Jevgeni Platov           | RUS  | 3.4  | 0.4    | 0.2    | 1.8   | 1.0   |
| Zilver | Maja Oesova / Aleksandr Zjoelin            | RUS  | 3.8  | 0.2    | 0.4    | 1.2   | 2.0   |
| Brons  | Jayne Torvill / Christopher Dean           | GBR  | 4.8  | 0.6    | 0.6    | 0.6   | 3.0   |
| 4      | Susanna Rahkamo / Petri Kokko              | FIN  | 8.0  | 0.8    | 0.8    | 2.4   | 4.0   |
| 5      | Sophie Moniotte / Pascal Lavanchy          | FRA  | 10.0 | 1.0    | 1.0    | 3.0   | 5.0   |
| 6      | Anzhelika Krylova / Vladimir Fedorov       | RUS  | 12.0 | 1.     | 1.2    | 3.6   | 6.0   |
| 7      | Irina Romanova / Igor Jaroshenko           | UKR  | 14.0 | 1.4    | 1.4    | 4.2   | 7.0   |
| 8      | Kateřina Mrázová / Martin Šimeček          | CZE  | 16.0 | 1.6    | 1.6    | 4.8   | 8.0   |
| 9      | Jennifer Goolsbee / Hendryk Schamberger    | GER  | 18.0 | 1.8    | 1.8    | 5.4   | 9.0   |
| 10     | Shae-Lynn Bourne / Victor Kraatz           | CAN  | 20.0 | 2.0    | 2.0    | 6.0   | 10.0  |
| 11     | Tatjana Navka / Samuel Gezolian            | BLR  | 22.0 | 2.2    | 2.2    | 6.6   | 11.0  |
| 12     | Margarita Drobiazko / Povilas Vanagas      | LTU  | 24.4 | 2.6    | 2.6    | 7.2   | 12.0  |
| 13     | Aliki Stergiadu / Jurijs Razgouliajev      | UZB  | 25.0 | 2.4    | 2.4    | 7.2   | 13.0  |
| 14     | Bérangère Nau / Luc Moneger                | FRA  | 29.0 | 3.0    | 3.0    | 9.0   | 14.0  |
| 15     | Elizabeth Punsalan / Jerod Swallow         | USA  | 29.0 | 2.8    | 2.8    | 8.4   | 15.0  |
| 16     | Radmila Chroboková / Milan Brzý            | CZE  | 32.0 | 3.2    | 3.2    | 9.6   | 16.0  |
| 17     | Agnieszka Domańska / Marcin Głowacki       | POL  | 35.0 | 3.6    | 3.6    | 10.8  | 17.0  |
| 18     | Yelizaveta Stekolnikova / Dmitry Kazarlyga | KAZ  | 35.0 | 3.4    | 3.4    | 10.2  | 18.0  |
| 19     | Svitlana Chernikova / Oleksandr Sosnenko   | UKR  | 38.0 | 3.8    | 3.8    | 11.4  | 19.0  |
| 20     | Enikő Berkes / Szilárd Tóth                | HUN  | 40.0 | 4.0    | 4.0    | 12.0  | 20.0  |
| 21     | Dinara Nurdbayeva / Muslim Sattarov        | UZB  | 42.0 | 4.2    | 4.2    | 12.6  | 21    |

## Medaillespiegel
| rang | land             | Goud | Zilver | Brons | totaal |
| ---- | ---------------- | ---- | ------ | ----- | ------ |
| 1    | Rusland          | 3    | 2      | 0     | 5      |
| 2    | Oekraïne         | 1    | 0      | 0     | 1      |
| 3    | Canada           | 0    | 1      | 1     | 2      |
| 4    | Verenigde Staten | 0    | 1      | 0     | 1      |
| 5    | China            | 0    | 0      | 1     | 1      |
| 5    | Frankrijk        | 0    | 0      | 1     | 1      |
| 5    | Groot-Brittannië | 0    | 0      | 1     | 1      |
|      |                  | 4    | 4      | 4     | 12     |

Londen 1908 · 
Antwerpen 1920 · 
Chamonix 1924 · 
St. Moritz 1928 · 
Lake Placid 1932 · 
Garmisch-Partenkirchen 1936 · 
St. Moritz 1948 · 
Oslo 1952 · 
Cortina d'Ampezzo 1956 · 
Squaw Valley 1960 · 
Innsbruck 1964 · 
Grenoble 1968 · 
Sapporo 1972 · 
Innsbruck 1976 · 
Lake Placid 1980 · 
Sarajevo 1984 · 
Calgary 1988 · 
Albertville 1992 · 
Lillehammer 1994 · 
Nagano 1998 · 
Salt Lake City 2002 · 
Turijn 2006 · 
Vancouver 2010 · 
Sotsji 2014 · 
Pyeongchang 2018 · 
Peking 2022
Olympische medaillewinnaars
Alpineskiën · Biatlon · Bobsleeën · Freestyleskiën · Kunstrijden · Langlaufen · Noordse combinatie · Rodelen · Schaatsen · Schansspringen · Shorttrack · IJshockey